# Dénes Boros
Dénes Boros (ur. 30 kwietnia 1988 w Budapeszcie) – węgierski szachista, arcymistrz od 2009 roku.

## Kariera szachowa
W 2003 i 2004 r. reprezentował Węgry na szachowych olimpiadach juniorów do 16 lat, zdobywając wspólnie z drużyną oraz za wyniki indywidualne dwa złote oraz dwa srebrne medale. Był również trzykrotnym (2002, 2003, 2006) uczestnikiem drużynowych mistrzostw Europy juniorów do 18 lat, w 2006 r. zdobywając dwa srebrne medale. Oprócz tego, w latach 2000–2008 kilkukrotnie startował w mistrzostwach świata i Europy juniorów w różnych kategoriach wiekowych.
Wielokrotnie startował w cyklicznych turniejach First Saturday w Budapeszcie, sukcesy odnosząc w latach 2003 (edycja FS03 IM-A – I m.), 2005 (FS10 GM – dz. I m. wspólnie z Andrei Murariu), 2006 (FS09 GM – I m.) oraz 2009 (FS09 GM – I m.). W turniejach tych, w 2006 i 2009 r., wypełnił dwie normy arcymistrzowskie, natomiast trzecią – w 2007 r. w Balatonlelle, gdzie podzielił I m. wspólnie z Levente Vajdą.
Do innych jego sukcesów w turniejach indywidualnych należą m.in. dz. I m. w Balatonlelle (2003, wspólnie z Palem Kissem), I m. w Miszkolcu (2004), dz. I m. w Budapeszcie (2005, turniej Elekes, wspólnie z Tiborem Fogarasim i Hoàng Thanh Trang), III m. w Törökbálint (2005, za Zlatko Ilinciciem i Jurijem Łapszunem) oraz III m. w Mariańskich Łaźniach (2007, za Mathiasem Womacką i Emilem Hermanssonem).
Najwyższy ranking w dotychczasowej karierze osiągnął 1 listopada 2010 r., z wynikiem 2513 punktów zajmował wówczas 28. miejsce wśród węgierskich szachistów.